# Хаві Сімонс
Хаві Квентін Сай Сімонс (нід. Xavi Quentin Shay Simons; нар. 21 квітня 2003, Амстердам) — нідерландський футболіст, півзахисник німецького клубу «РБ Лейпциг» і збірної Нідерландів.
Його перехід з футбольної академії іспанської «Барселони» до молодіжної команди «Парі Сен-Жермен» влітку 2019 року викликав значний інтерес і широко висвітлювався в пресі.

## Клубна кар'єра
Народився в Амстердамі в сім'ї футболіста Регілліо Сімонс, який, у свою чергу, має суринамське коріння. Був названий на честь Хаві, півзахисника «Барселони».

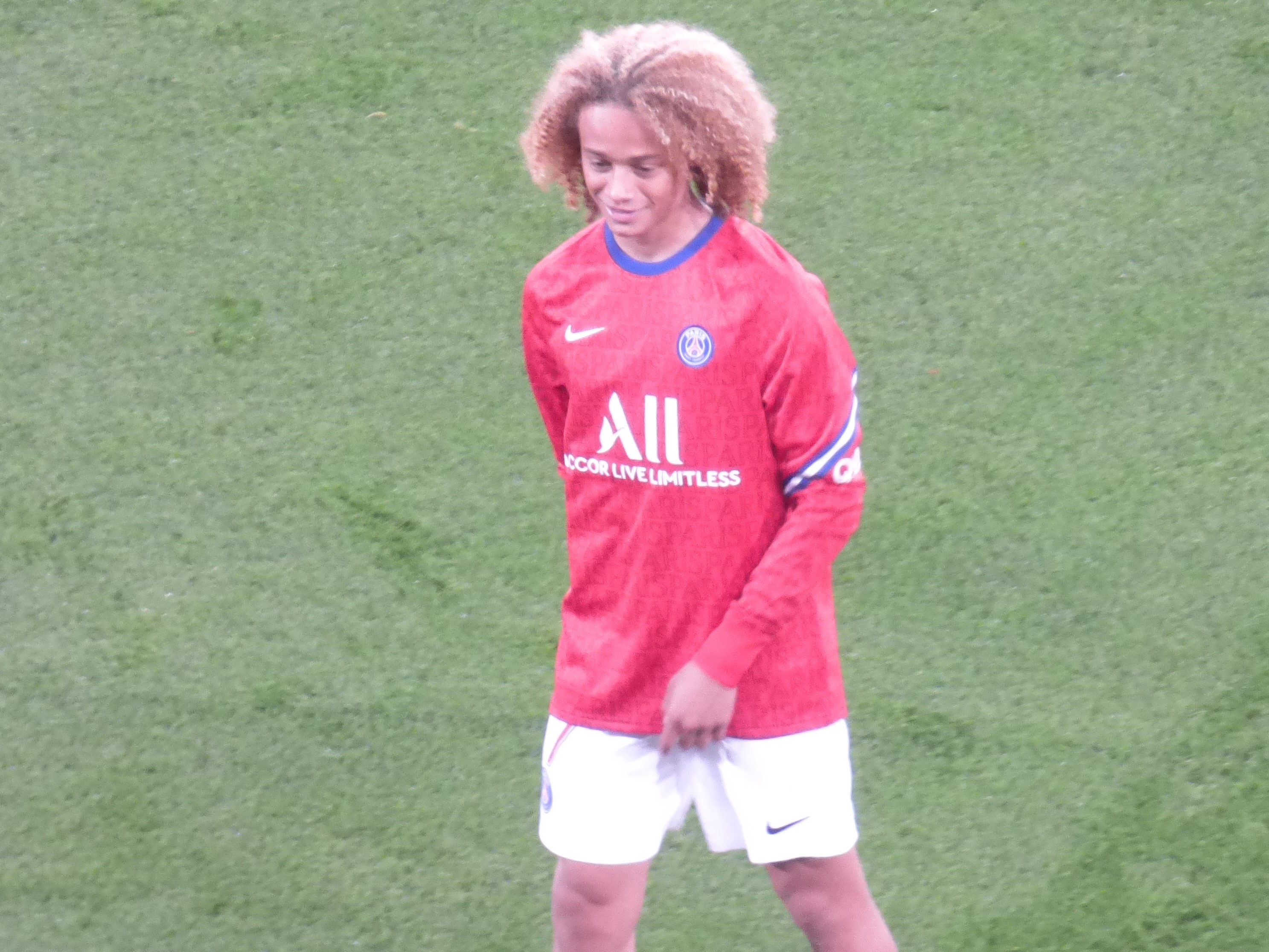
Хаві Сімонс під час виступів за «Парі Сен-Жермен». 2020 рік.

З 2010 року тренувався у футбольній академії «Барселони», де вважався одним із найталановитіших гравців. За ним з раннього віку спостерігали скаути інших клубів, включаючи «Челсі» та «Реал Мадрид». У липні 2019 року стало відомо про перехід Сімонса до французького клубу «Парі Сен-Жермен» після того, як його агент Міно Райола не зміг узгодити новий контракт із «Барселоною». Перехід називали «сенсаційним», «шокуючим» та «скандальним». Іспанська газета Marca вийшла із заголовком: «ПСЖ підписав Хаві Сімонса, діамант в академії Барселони». За контрактом з паризьким клубом Сімонс повинен буде заробляти до 1 млн євро на рік.
Незважаючи на те, що до початку 2020 року Сімонс ще не грав за жоден клуб на професійному рівні, він мав більше 2,4 мільйона підписників у Instagram, а також підписав великий спонсорський контракт з компанією Nike. Він був популярний у Instagram ще до переходу до паризького клубу: так, у серпні 2017 року на нього вже було підписано понад 400 тисяч людей, а відеоролики за його участю набирали мільйони переглядів.
10 лютого 2021 дебютував в основному складі «Парі Сен-Жермен» у матчі Кубка Франції проти «Кана».

## Кар'єра у збірній
Сімонс виступав за збірні Нідерландів до 15, до 16, до 17 і до 19 років.

## Досягнення

### Командні
«Парі Сен-Жермен»
- Чемпіон Франції: 2021/22
- Володар Кубка Франції: 2020/21

ПСВ
- Володар Суперкубка Нідерландів: 2022
- Володар Кубка Нідерландів: 2022/23

РБ Лейпциг
- Володар Суперкубка Німеччини: 2023